# فولکس‌واگن تیگوان

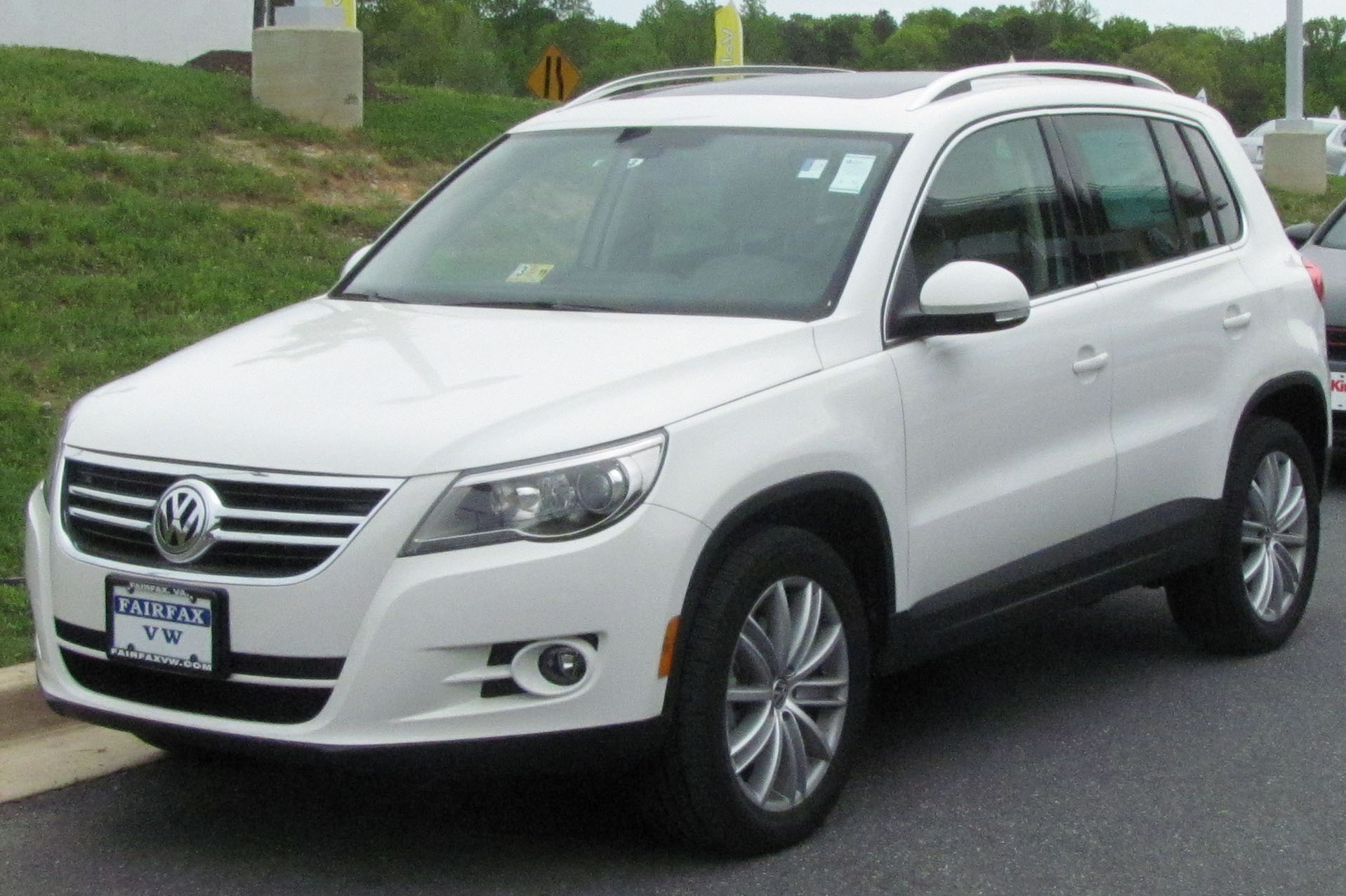

فولکس‌واگن تیگوان (Volkswagen Tiguan) خودرویی است که از سال ۲۰۰۷ تا کنون در آلمان، روسیه، شانگهای و چین تولید شده‌است. طراحی آن موتور جلو، خودرو چهار چرخ محرک بوده طول آن در حالت طبیعی ۴٬۴۲۷ میلیمتر (۱۷۴٫۳ اینچ) و عرض آن در حالت طبیعی ۱٬۸۰۹ میلیمتر (۷۱٫۲ اینچ) و ارتفاع آن در حالت طبیعی ۱٬۶۸۶ میلیمتر (۶۶٫۴ اینچ) است. سیستم جعبه‌دندهٔ آن ۶ دنده به دو صورت خودکار و دستی است.

## نگارخانه

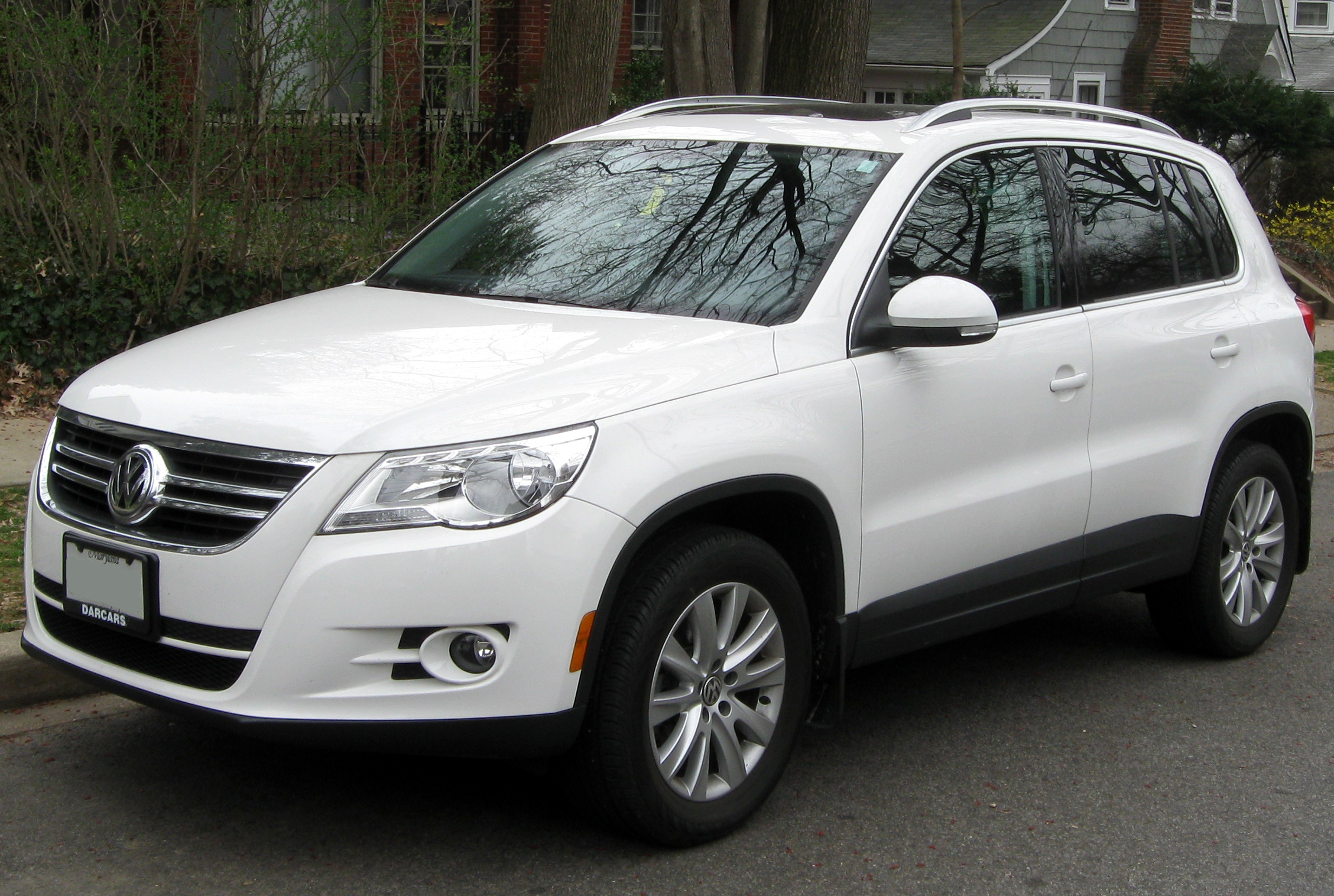
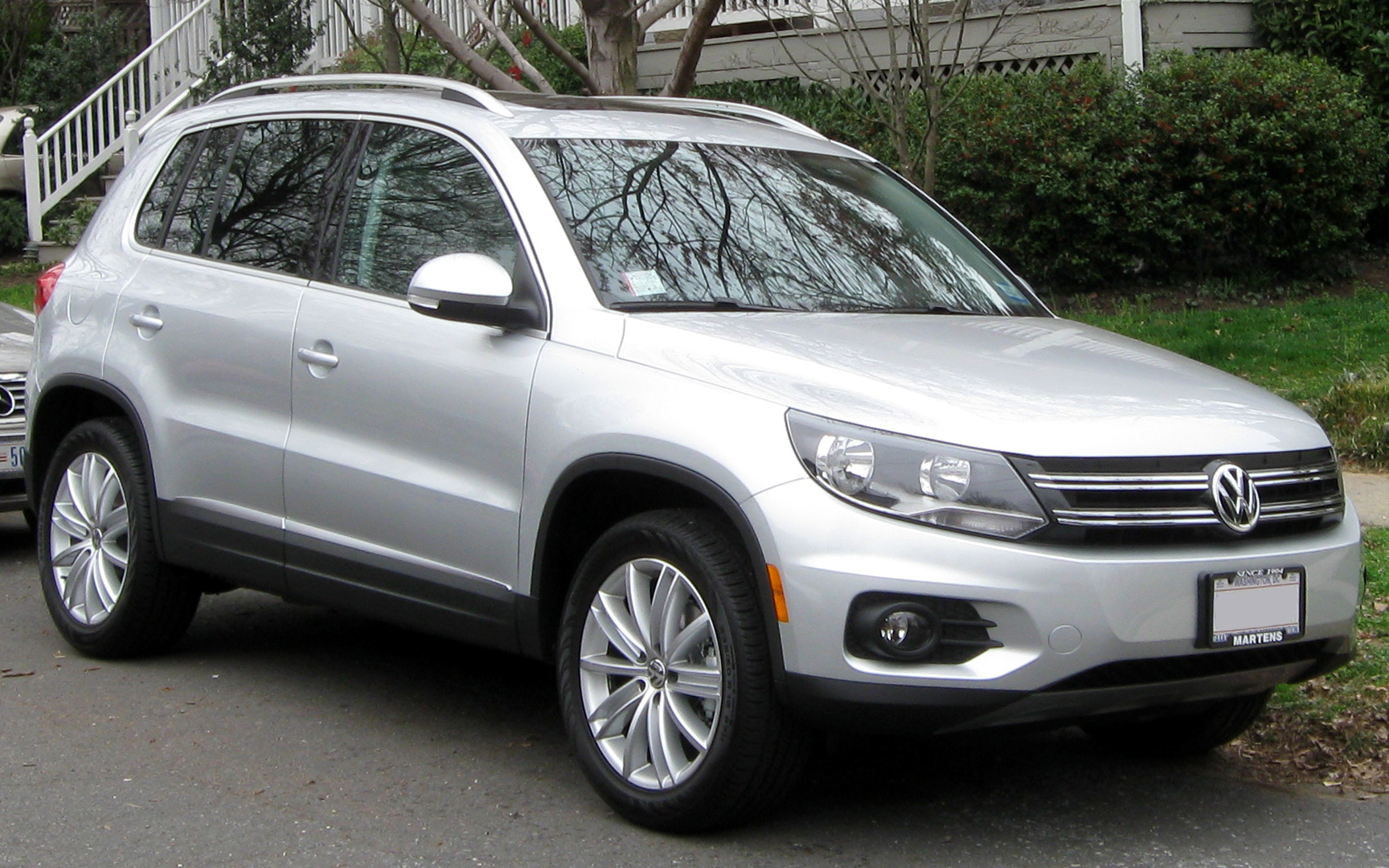
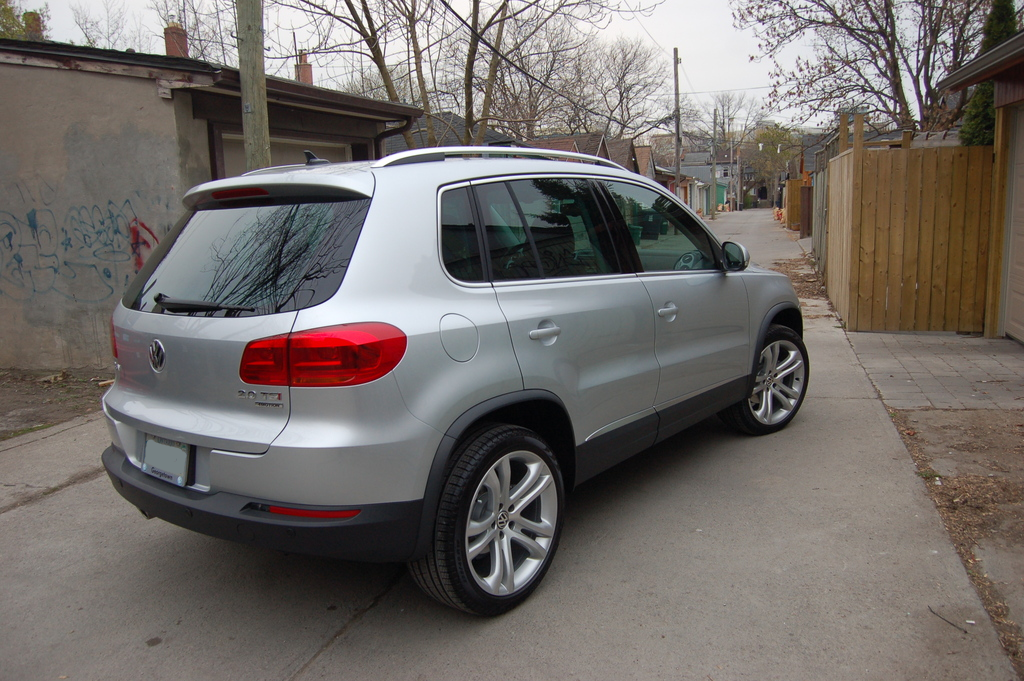
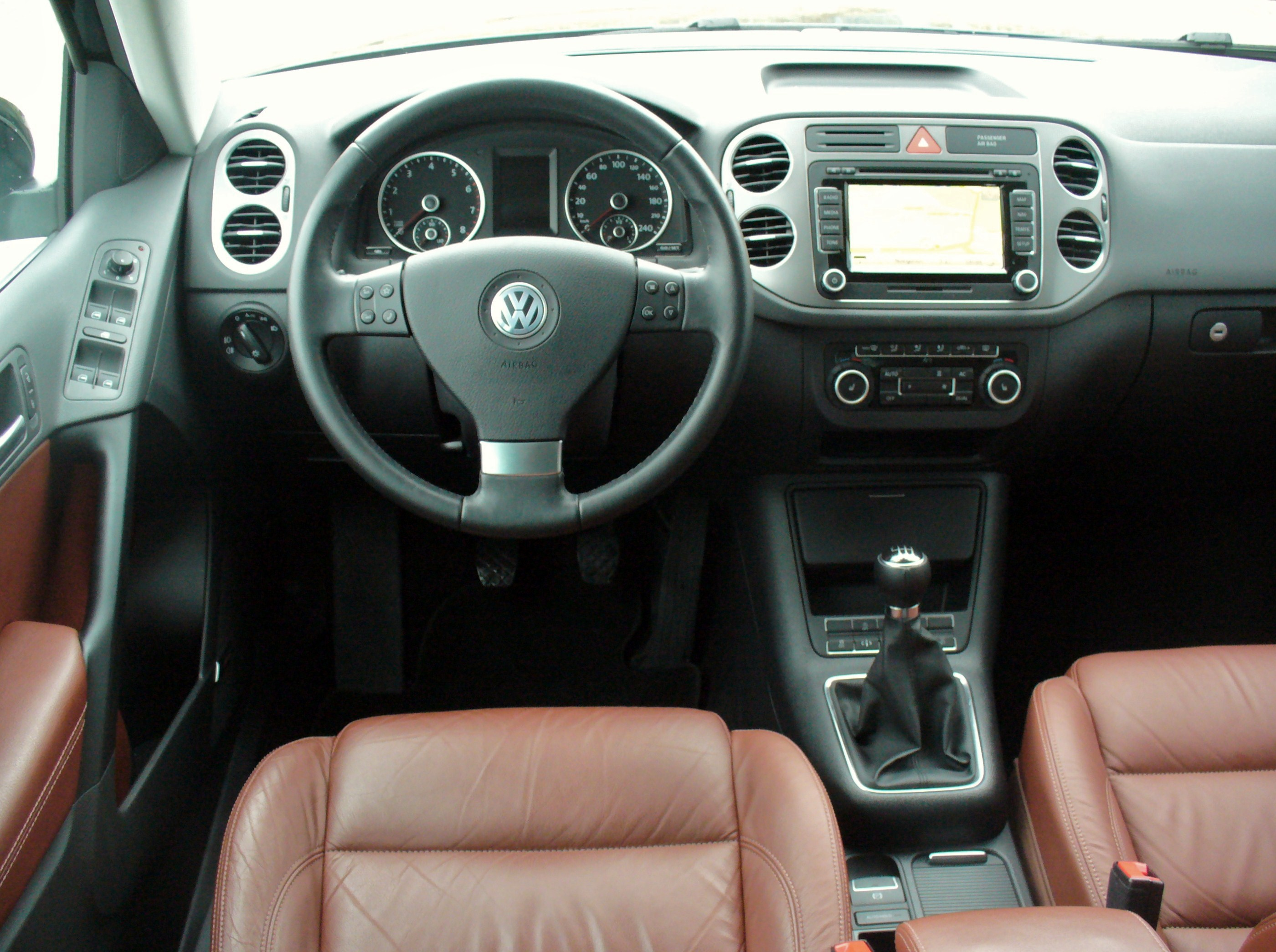
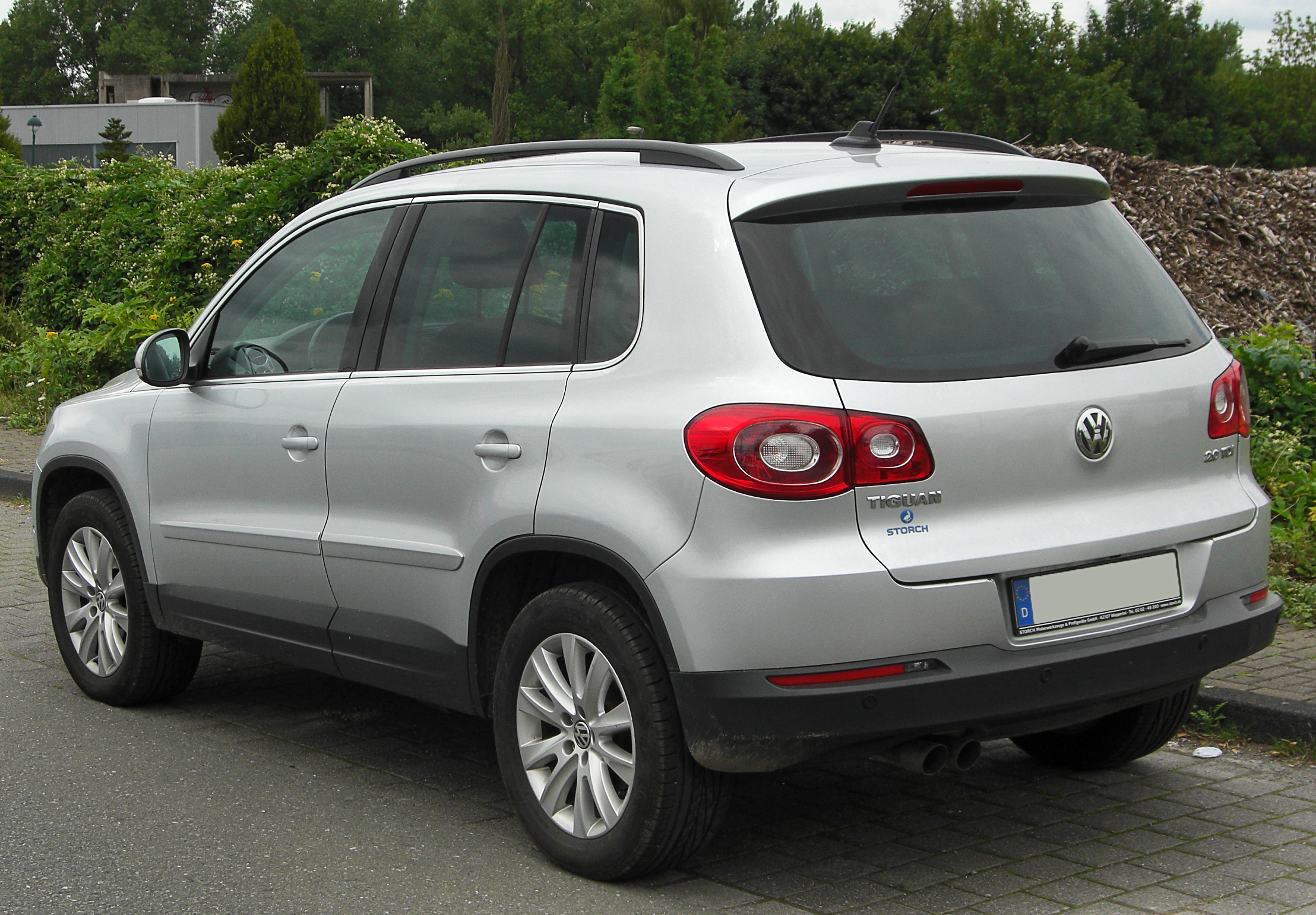
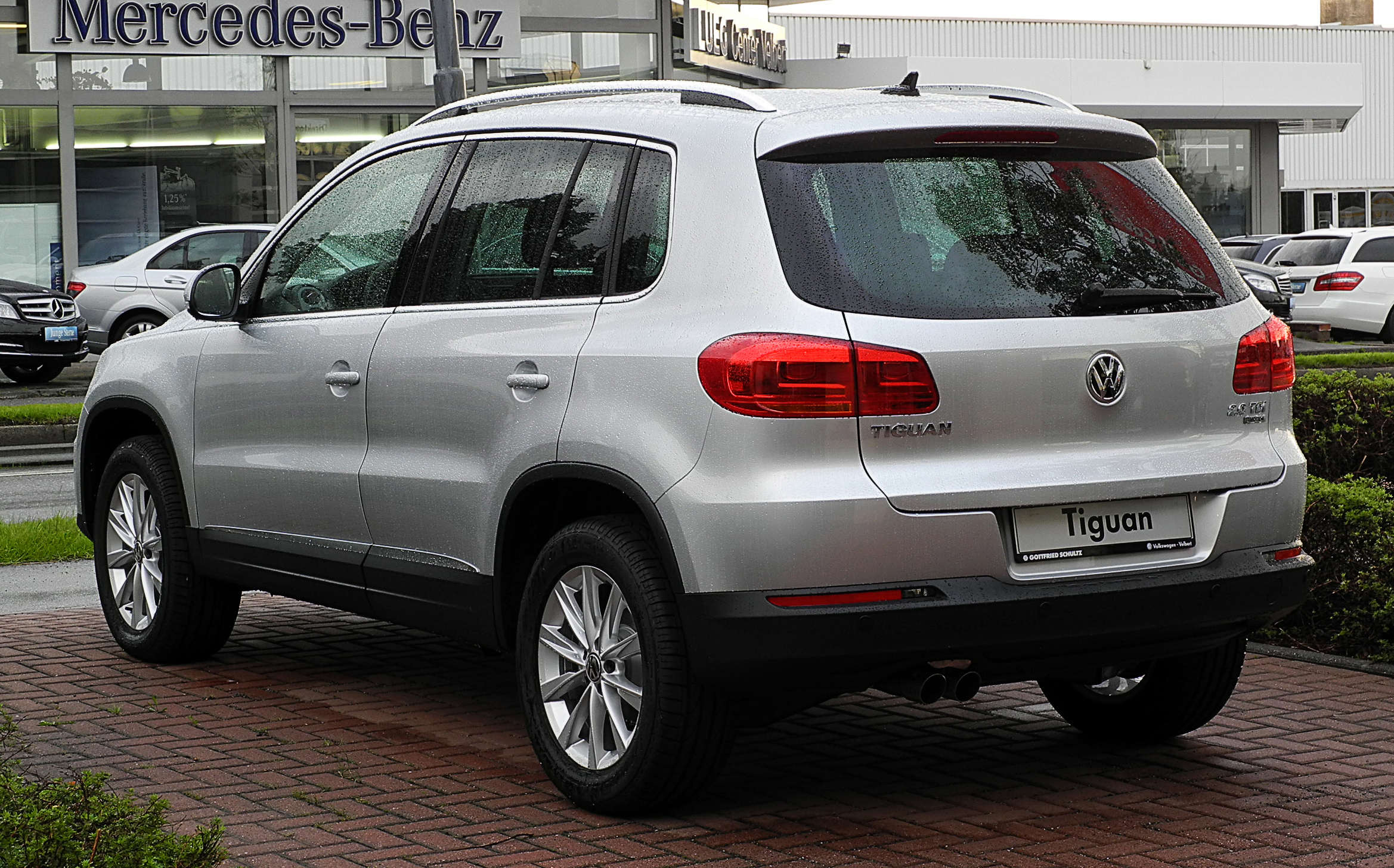